# Junkers Jumo 211

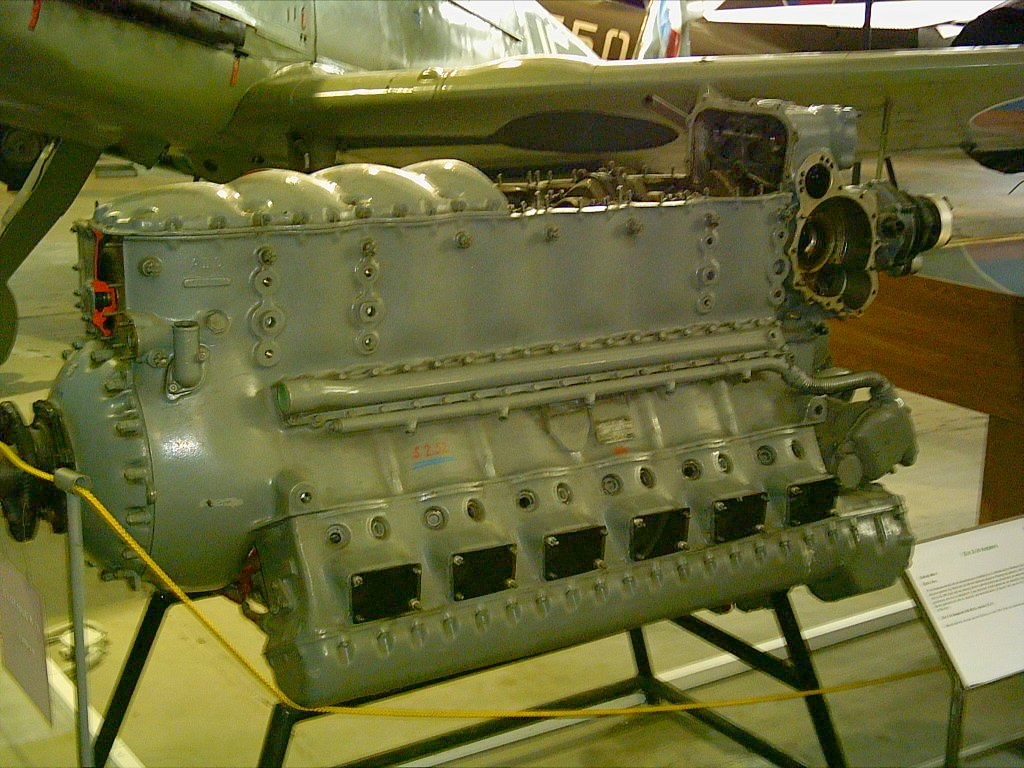
Jumo 211C esposto presso il Kbely museum, Praga, Repubblica Ceca

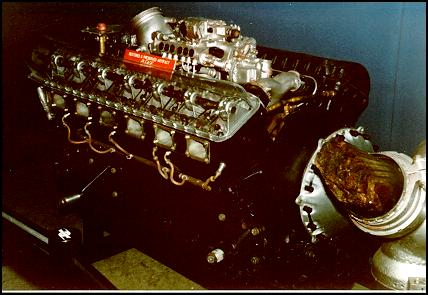
Junkers Jumo 211D

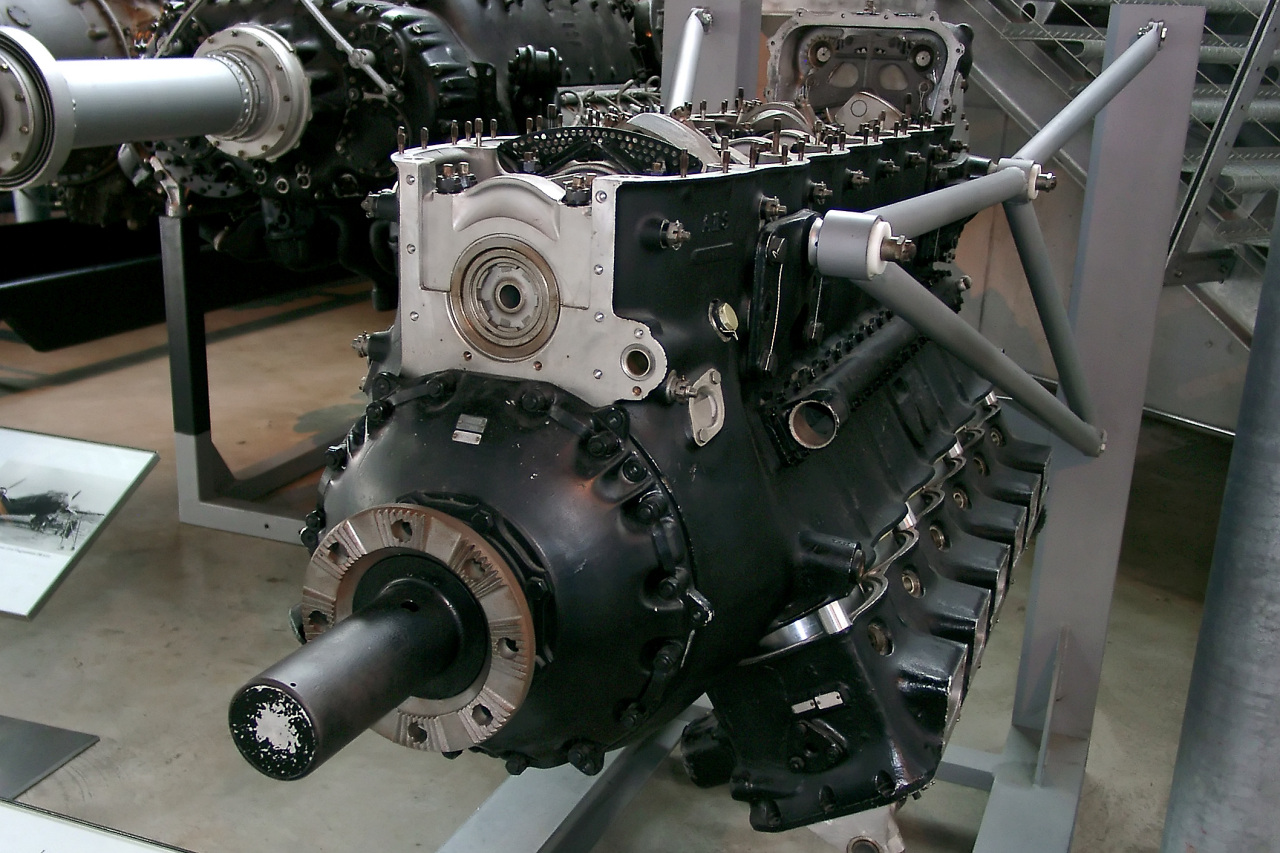
Jumo 211F

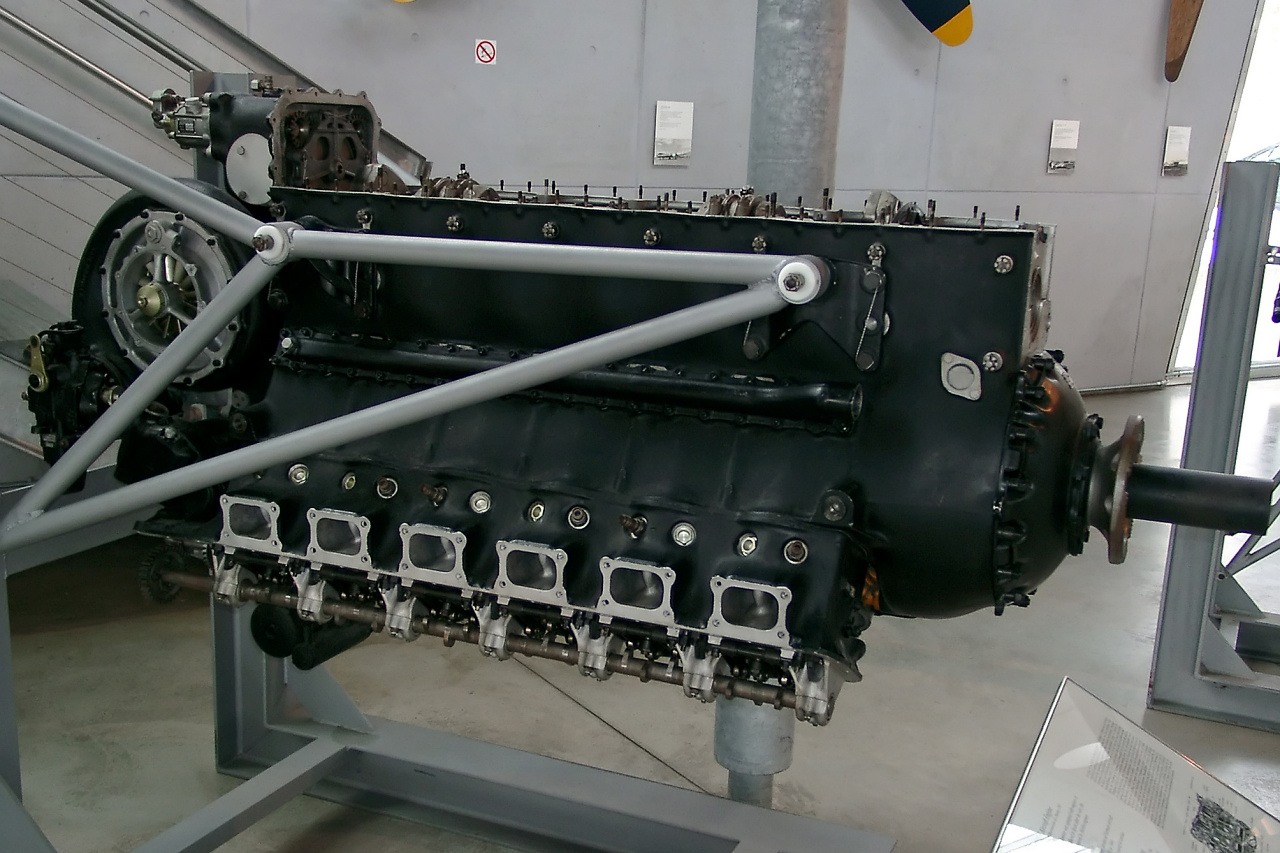
Junkers Jumo 211F

Lo Junkers Jumo 211 era un motore aeronautico a 12 cilindri motore a V invertita sviluppato dall'azienda aeronautica tedesca Junkers Flugzeug und Motorenwerke AG (JFM) dalla metà degli anni trenta ed utilizzato come equipaggiamento di velivoli durante il periodo della seconda guerra mondiale.
Contemporaneo e concorrente del Daimler-Benz DB 601 fu uno dei motori prodotti in maggior numero tra quelli utilizzati nel secondo conflitto mondiale. Al contrario del DB 601 che venne impiegato principalmente per motorizzare aerei da caccia e zerstörer, lo Jumo 211 venne utilizzato nei bombardieri quali il monomotore Junkers Ju 87 Stuka ed il bimotore Ju 88.

## Storia del progetto

### Le origini
Nel 1934 il Reichsluftfahrtministerium (RLM) emise una specifica per la fornitura di una nuova classe di motore aeronautico; questa doveva erogare una potenza di almeno 1 000 cavallo vapore (PS) con un peso a vuoto di circa 500 kg. Al bando risposero la Junkers Flugzeug und Motorenwerke AG e la Daimler-Benz, entrambi con un 12 cilindri a V rovesciata, la prima con un nuovo progetto e la seconda con il DB 600 che già aveva sperimentato.
Nel 1935 negli stabilimenti Junkers di Dessau erano ancora impegnati nel programma di test di pre-produzione dello Jumo 210 quando venne incaricato il Dr. Franz Neugebauer di progettare un nuovo motore che rispondesse ai requisiti richiesti. Al fine di riuscire ad anticipare la Daimler-Benz, intenta a sviluppare il concorrente DB 600, Neugebauer decise di utilizzare i disegni dello Jumo 210 H riprogettandolo in una scala ridotta. Il nuovo motore assunse la denominazione ufficiale di Jumo 211.
Lo Jumo 211 iniziò la sperimentazione pratica nell'aprile 1936.
Come lo Jumo 210 dal quale derivava, lo Jumo 211 era caratterizzato da una configurazione a V rovesciata, dalla distribuzione a tre valvole per cilindro e da un sistema di iniezione diretta alimentato da piccoli pistoni che prendevano moto dall'albero a gomiti.

### La produzione di serie
La prima versione di serie, lo Jumo 211A, venne inizialmente prodotta a partire dall'aprile 1937 negli stabilimenti a Dessau in poco più di 1 000 esemplari prima che la produzione passasse definitivamente a Magdeburgo il luglio successivo. Di questo sono state prodotte tre differenti versioni in base alla taratura del compressore a due velocità di cui era dotato, ottimizzate per l'uso a bassa o alta quota.
Nel novembre 1937 lo Jumo 211 venne finalmente installato su un velivolo per i test di volo quando però oramai anche lo sviluppo del DB 600 era terminato. Quest'ultimo introdusse una serie di importanti migliorie che evidenziarono una superiorità tecnica rispetto allo Jumo 211. In particolare il DB 600 utilizzava un circuito di raffreddamento pressurizzato che permetteva all'acqua, all'aumentare della quota, di rimanere liquida anche al diminuire della pressione atmosferica. Questo si traduceva nella minore esigenza di quantità di liquido di raffreddamento e nella possibilità di utilizzare radiatori dalla minor superficie radiante con conseguente riduzione del peso complessivo. Dotato anche di un compressore più potente, il DB 600 surclassava nettamente lo Jumo 211 a quota medio-alta relegando l'equipaggiamento di quest'ultimo a velivoli che operavano a bassa altitudine.
Sebbene molti velivoli progettati avessero inizialmente previsto l'installazione del motore Junkers, tra questi il caccia Messerschmitt Bf 109 ed il Bf 110, in fase di produzione passarono velocemente al DB 600 (e successivamente al DB 601).
Lo Jumo 211 risulta essere stato il motore maggiormente usato dai bombardieri in forza alla Luftwaffe durante la seconda guerra mondiale, sia per le caratteristiche più consone ai velivoli di questo ruolo, sia perché la Junkers produsse anche la maggior parte dei bombardieri tedeschi di quel periodo.
Lo sviluppo dello Jumo 211 si concretizzò nel 1938 con la realizzazione della prima importante versione, lo Jumo 211B, con un lieve incremento della potenza e del regime di rotazione massimi, e successivamente con i 211C e 211D caratterizzati da diversi rapporti di riduzione. Lo sviluppo più importante riguardò, nel 1940, la versione 211E che adottando anch'essa un circuito di raffreddamento pressurizzato raggiunse prestazioni equivalenti al DB 601. Grazie a questa miglioria poteva raggiungere un più elevato livello di potenza erogata senza incorrere nel surriscaldamento delle sue componenti meccaniche. Di seguito divenne disponibile il 211F che disponeva di un nuovo albero a gomiti e di un compressore più efficiente. Le versioni 211F e la simile 211J incrementarono ulteriormente il regime di rotazione raggiungendo i 2.600 giri/min con conseguente innalzamento della potenza massima erogata a 1 350 PS. Ulteriori affinamenti e migliorie aumentarono la potenza erogata dai 1 425 PS del 211N ai 1 475 PS del 211P, versione quest'ultima dalla quale venne sviluppato il nuovo Junkers Jumo 213.
La produzione totale dello Jumo 211 ammonta a 68 248 unità con un picco di 1 700 motori realizzati al mese nell'autunno del 1942.

## Versioni
- Jumo 211 - prototipo
- Jumo 211A - prima versione standard di serie prodotta nel 1937.
  - Jumo 211A-0 - versione di preserie; potenza erogata 1 000 PS (735 kW) al decollo a 2 200 giri/min (0,615 kg/CV)
  - Jumo 211A-1 - Potenza 1 075 PS (790 kW)
  - Jumo 211A-3 - Potenza 1 100 PS (809 kW) al decollo a 2 300 giri/min
- Jumo 211Ba - Potenza 1 200 PS (883 kW) al decollo a 2 400 giri/min (0,55 kg/CV). Quota di ristabilimento a 5 200 m
- Jumo 211C -
- Jumo 211Da - come 211Ba ma dotato di un riduttore di velocità interposto all'albero dell'elica.
- Jumo 211E - introduzione del circuito di raffreddamento in pressione.
- Jumo 211F - introduzione di un albero a gomiti rinforzato e di un compressore più efficiente. Potenza 1 340 PS (986 kW) a 2 600 giri/min (0,615 kg/CV)
- Jumo 211G - come 211Da ma (...). Potenza 1 200 PS (883 kW) al decollo a 2 400 giri/min (0,55 kg/CV).
- Jumo 211H - come 211Da ma (...). Potenza 1 200 PS (883 kW) al decollo a 2 400 giri/min (0,55 kg/CV).
- Jumo 211J - come 211F ma dotato di intercooler. Potenza 1 420 PS (1.045 kW) al decollo a 2 600 giri/min (0,51 kg/CV)
- Jumo 211L -
- Jumo 211M -
- Jumo 211N - come 211F ma con pressione di alimentazione e regime di rotazione aumentati. Potenza 1 450 PS (1 066 kW) al decollo a 2 700 giri/min (0,54 kg/CV)
- Jumo 211P - Potenza 1 500 PS (1 103 kW) al decollo a 2 700 giri/min (0,51 kg/CV)
- Jumo 211Q - come 211F ma dotato di turbocompressore
- Jumo 211R -

## Velivoli utilizzatori
Cecoslovacchia
- Avia S-199

 Germania
- Focke-Wulf Ta 154
- Heinkel He 111
- Junkers Ju 87
- Junkers Ju 88

 Romania
- IAR S.79B, il Savoia-Marchetti S.M.79B prodotto su licenza dalla Industria Aeronautică Română (IAR).

 Italia
- Savoia-Marchetti S.M.79